# Molnár Ferenc (labdarúgó, 1884)
Molnár Ferenc (Budapest, 1884. november 28. – Budapest, 1959. január 9.) válogatott labdarúgó, balhátvéd, adóügyi tisztviselő. Testvérei Molnár Imre és Molnár Ödön is válogatott labdarúgók voltak. Imre öccsével az első újpesti labdarúgók voltak a válogatottban. A sportsajtóban Molnár I néven volt ismert.

## Családja
Molnár János és Benigni Ludmilla fiaként született. Felesége a nála öt évvel fiatalabb Bucsár (Bučar) Orsolya volt, akivel 1912. március 24-én kötött házasságot Budapesten, a Terézvárosban.

## Pályafutása

### Klubcsapatban
Az UTE labdarúgója volt. 1907-ben a BTC-hez igazolt, ahol egy bajnoki bronzérmet szerzett. 1909-ben testvéreivel visszatért Újpestre. Szerelésben határozott és ügyes volt, hosszú felszabadító rúgásaival a támadásokat is segítette.

### A válogatottban
1906-ban két alkalommal szerepelt a magyar labdarúgó-válogatottban.

## Sikerei, díjai
- Magyar bajnokság
  - 3.: 1908-09

## Statisztika

### Mérkőzései a válogatottban
| Magyarország | Magyarország      | Magyarország               | Magyarország | Magyarország | Magyarország | Magyarország | Magyarország | Magyarország |
| #            | Dátum             | Helyszín                   | Hazai        | Eredmény     | Vendég       | Kiírás       | Gólok        | Esemény      |
| ------------ | ----------------- | -------------------------- | ------------ | ------------ | ------------ | ------------ | ------------ | ------------ |
| 1.           | 1906. október 7.  | Prága, Slavia-stadion      | Csehország   | 4 – 4        | Magyarország | barátságos   | -            |              |
| 2.           | 1906. november 4. | Budapest, Millenáris-pálya | Magyarország | 3 – 1        | Ausztria     | barátságos   | -            |              |
|              | Összesen          |                            |              | 2            | mérkőzés     |              | 0            | gól          |